# Charlotte Wilder
Charlotte Elizabeth Wilder (ur. 28 sierpnia 1898, zm. 26 maja 1980) – poetka amerykańska.

## Życiorys

### Rodzina i życie prywatne
Córka Amosa Parkera Wildera (1862-1936) i  Isabelli Thornton Niven Wilder (1873-1946). Ojciec był wydawcą i współwłaścicielem "Wisconsin State Journal" oraz pełnił funkcję konsula generalnego Stanów Zjednoczonych w Hongkongu i Szanghaju. Matka pisała poezję. Charlotte miała czworo rodzeństwa: Janet Wilder Dakin, Isabel Wilder, Thorntona Wildera, Amosa Nivena Wildera. W 1934 Charlotte przeniosła się do Nowego Jorku, aby całkowicie poświęcić się pisarstwu. W 1941 przeżyła poważne załamanie nerwowe, którego skutki odczuwała do końca życia. 

### Wykształcenie i działalność zawodowa
Uczęszczała do szkół średnich w Berkeley oraz w Chinach. Ukończyła Berkeley High School. Studia w Mount Holyoke College ze specjalizacją w literaturze angielskiej zakończyła z wyróżnieniem w 1919 roku. Została wybrana do bractwa studenckiego Phi Beta Kappa. Magisterium uzyskała na Radcliffe College. Pracowała jako nauczycielka w Wheaton College i Smith College do 1934 roku. 

### Twórczość
W latach 30. XX w. jej utwory poetyckie pojawiały się w  czasopismach “Poetry”, “The Nation”, “The North Georgia Review”. W wydawnictwie Coward-McCann, Incorporated opublikowała dwa tomiki poetyckie: “Phases of the Moon” (1936) i “Mortal Sequence” (1939). Zostały one pozytywnie odebrane przez krytyków literackich. W 1937 wraz z Benem Belittem otrzymała Shelley Memorial Award for Poetry. 